# Parlementsgebouw (Hongarije)
Het Hongaarse parlementsgebouw (Országház) in Boedapest is de zetel van het Hongaars parlement, gelegen aan de Pest-zijde van de Donau. Het Huis van Afgevaardigden houdt hier regelmatig zitting. Staatshoofden en andere prominenten worden hier door de Hongaarse president en ministers ontvangen.
Het gebouw beheerst het gedeelte van de Korso tussen de Kettingbrug (Széchenyi-Lánchíd) en de Margarethabrug (Margit híd). Het staat symbool voor Boedapest maar zelfs voor geheel Hongarije. Het is in 1885 ontworpen door Imre Steindl en het kwam in 1904 gereed. Het behoort tot de fraaiste monumenten van de wereld. De lengte is 268 meter, de grootste breedte is 118 meter. De hoogte is 27 meter en de koepel is 96 meter hoog. Het parlement beslaat 17.745 m². In de beide zijvleugels van het in neogotische stijl opgetrokken bouwwerk zijn de zittingszalen ondergebracht. Aan de zijde van de Donau bevinden zich lees-, gezelschaps- en eetzalen. De parlementsbibliotheek bevat 400.000 boeken. Het ontwerp van Steindl werd uitgekozen na een prijsvraag. De nummers twee en drie zijn eveneens gerealiseerd. Het betreft de monumentale gebouwen tegenover het parlement. Een ervan is nu het Museum voor Volkenkunde.
Op de zuilen onder de koepel van het parlement staan de beeltenissen van de drie vorsten uit het huis Habsburg, 9 Hongaarse koningen en 4 Zevenburgse (ligt nu in Roemenië) vorsten. De koepel is door twee grote en 20 kleine torens omgeven. Op de randen staan tussen gotische tinnen en zuilen 242 historische standbeelden. Er zijn in het gebouw 29 trappenhuizen en circa 115 zalen in ondergebracht, terwijl 10 tuinen de sfeer nog verhogen. Voor de versieringen van de trapleuningen, trappen en zalen heeft men meer dan 40 kg goud toegepast. De zalen zijn versierd met fresco's en beelden van kunstenaars uit de 19e eeuw. Hieronder bevindt zich onder andere een werk van de beroemde Hongaarse schilder Mihály Munkácsy.
Aan de noordzijde van het parlementsgebouw stond het standbeeld van de eerste president van de Hongaarse republiek, Mihály Károlyi, die in 1918 en 1919 deze functie vervulde. Het front van het imposante gebouw staat naar de Kossuth Lajos tér gericht. De brede monumentale trappen die naar de ingang voeren, worden geflankeerd door bronzen leeuwen. Op het plein staan standbeelden van Lajos Kossuth (gemaakt door Kisfaludi-Strobl, Kocsis en Ungvári) en Frans II Rákóczi (gemaakt door János Pásztor). In de omgeving van het parlementsgebouw staan voorts vele regeringsgebouwen, waarin ministers zetelen. Tot 1989 wapperden nog voor het parlementsgebouw de rode communistische vlaggen en was op de koepelspits een grote rode ster te zien, die 's avonds verlicht was.
Nabij het parlementsgebouw is het verboden te parkeren of zelfs dichtbij te komen. Overigens kan men in groep en met een gids het parlement bezoeken, op ongeregelde tijdstippen, naargelang de Landdag er zitting heeft. Bijna iedere dag worden er rondleidingen verzorgd, in verschillende talen (waaronder Duits en Engels). De rondleiding gaat langs de centrale ontvangsthal met de Zweedse marmeren zuilen, de koepel (zie boven) met de kroon, scepter en koningsappel, en de zaal van het Magnatenhuis, Hongaarse hogerhuis. Deze zaal (aan de noordkant van het parlement) is identiek aan de zaal van het Huis van Afgevaardigden aan de zuidkant. Hoewel Hongarije oorspronkelijk, zoals de meeste West-Europese landen, een tweekamerstelsel had, heeft het land nu slechts één volksvertegenwoordigende kamer. De zaal voor het Magnatenhuis is dus in onbruik geraakt. Beide zalen hebben 368 zetels voor parlementsleden.
Aan de overzijde van de Donau is het parlementsgebouw in zijn geheel te zien.

## Galerij

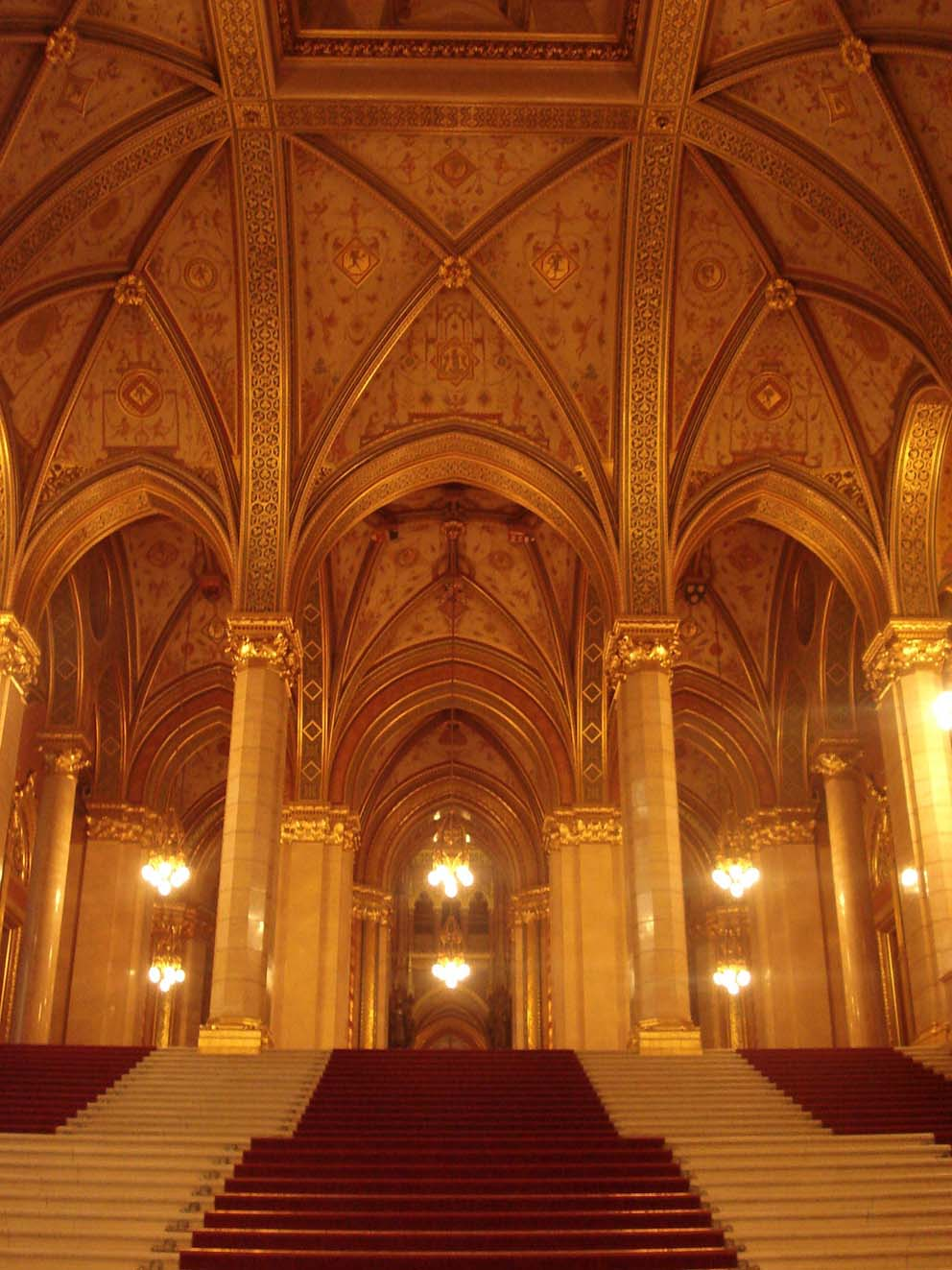
Interieur
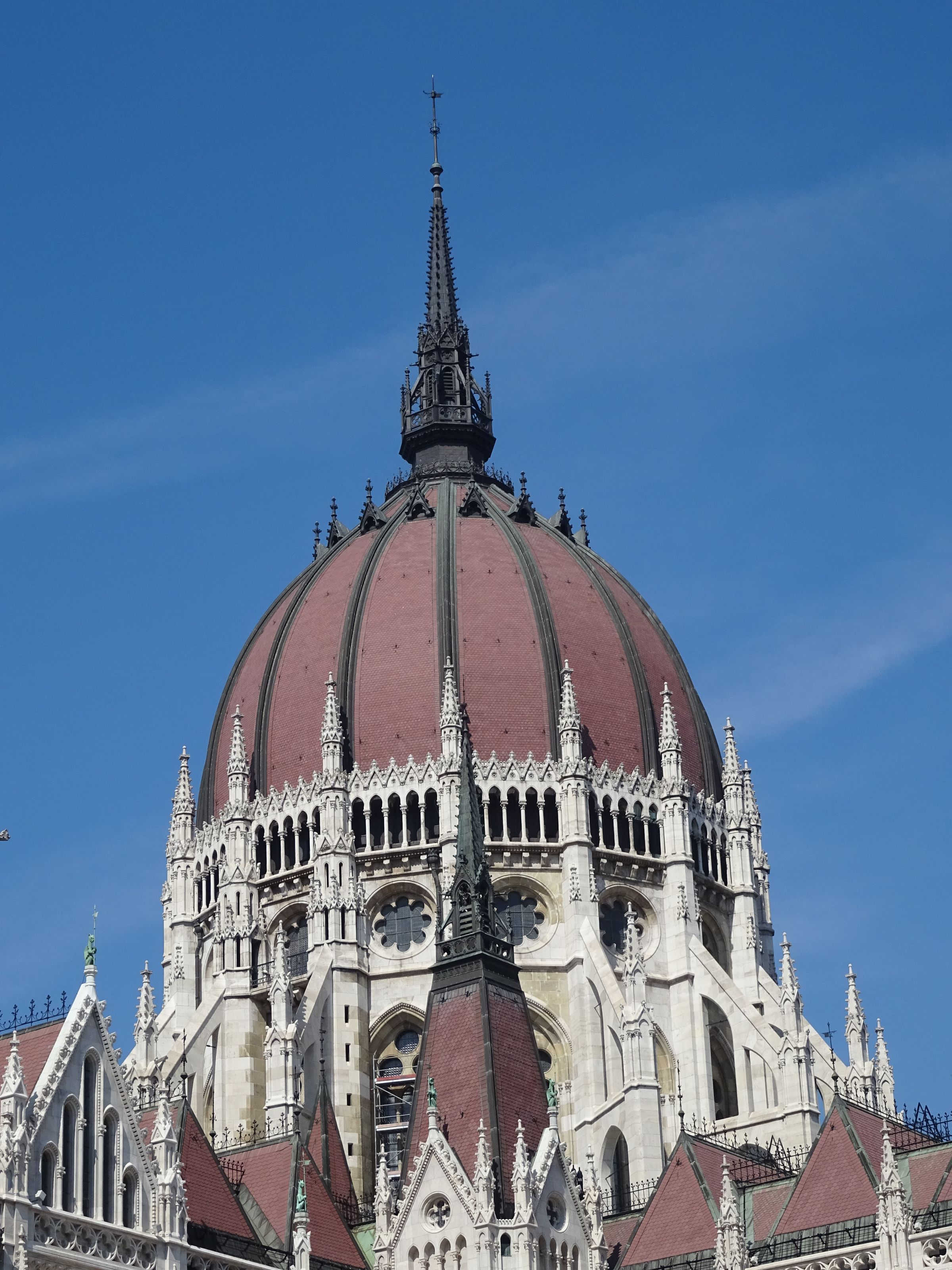
Koepel
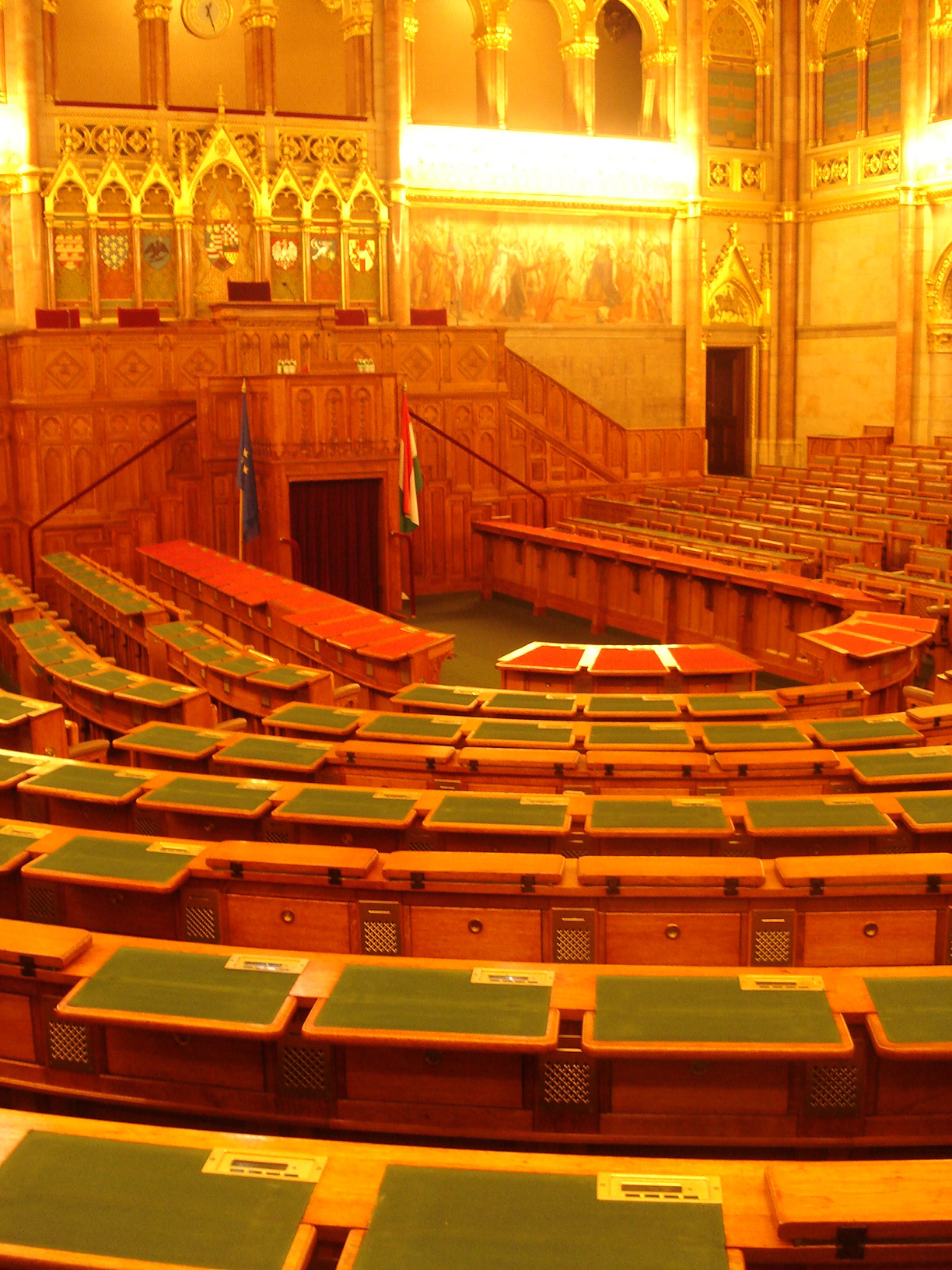
Eerste Kamer
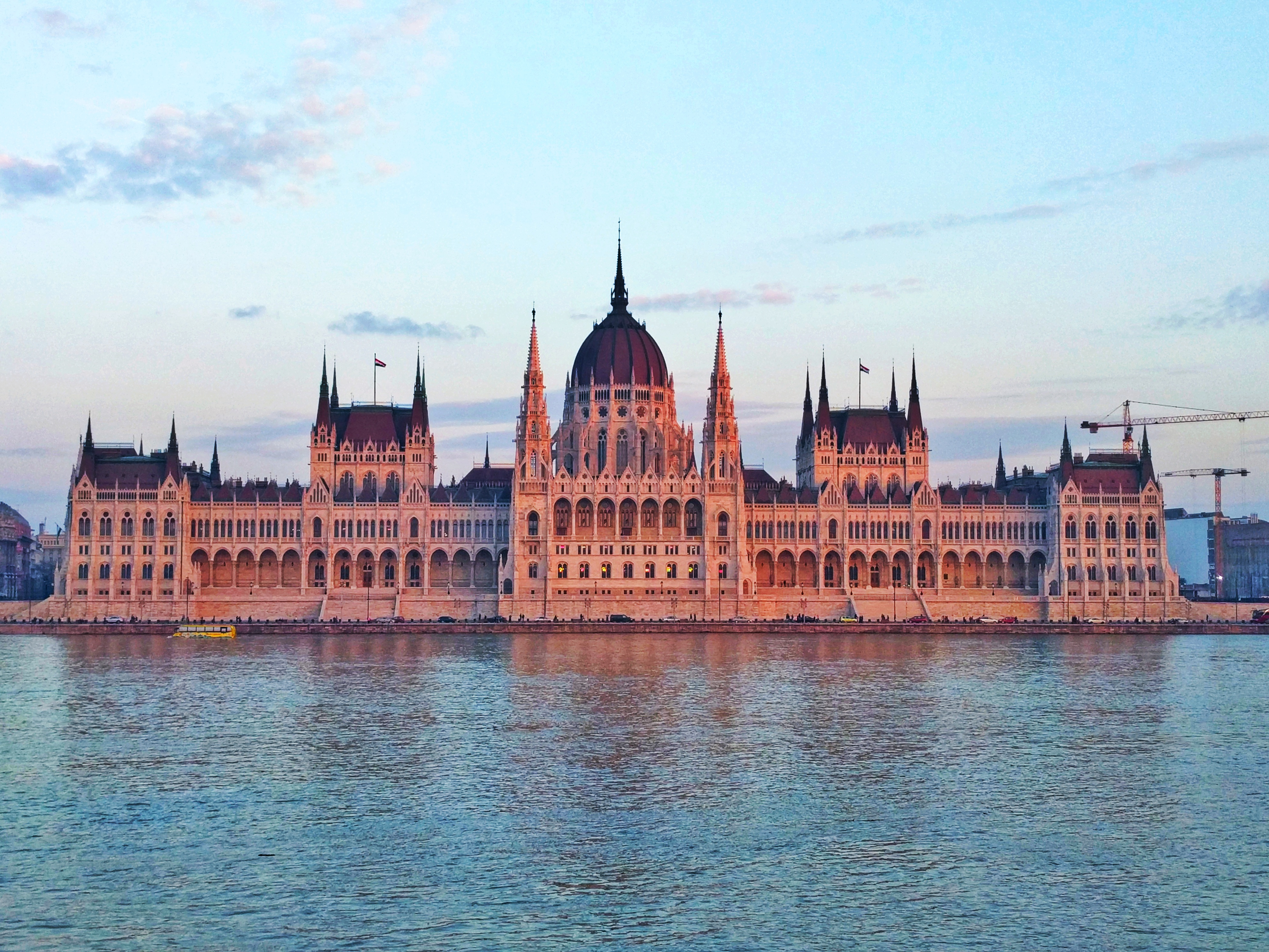
Zicht vanuit Boeda